# ’s-Heerenhoek

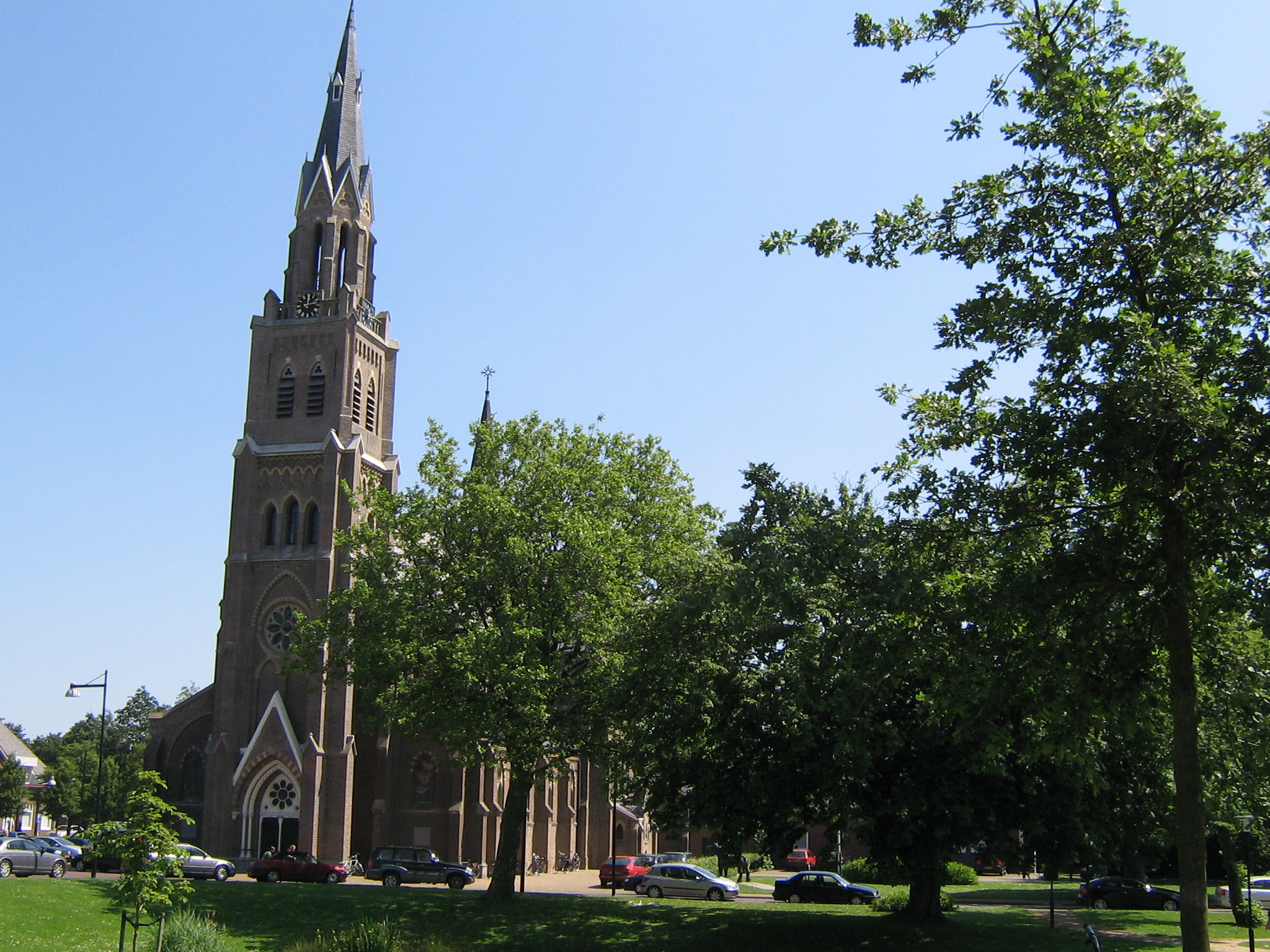
Kirche in ’s-Heerenhoek

’s-Heerenhoek (seeländisch Seêrenoek) ist ein Dorf innerhalb der Gemeinde Borsele in der niederländischen Provinz Zeeland. Das Dorf hat 2.045 Einwohner (Stand: 1. Januar 2024). Bis 1970 war ’s-Heerenhoek eine selbstständige Gemeinde und gehört zurzeit zu den Wachstumszentren innerhalb Borsele.

## Geschichte
Das Dorf entstand im Jahre 1616 nach der Eindeichung vom Borsselepolder. Bald, nach der Neulandgewinnung, wurden in der nördlichsten Spitze des neuen Polders die ersten Häuser gebaut. Das Dorf entstand auf einer Deich-Kreuzung von drei verschiedenen Polder. Zunächst entwickelte sich das Dorf im Borsselsen Polder, aber später kamen hier auch Gebäude im angrenzenden Kraaijertpolders. Dieses Kaff erhielt den Namen Calishoeck, das „unfruchtbares Land“ bedeutet. Um 1700 wurde dieser Name allmählich durch ’s-Heerenhoek ersetzt, das aus dem späten Mittelalter entstand. Seinerzeit befand sich der Standort, wo das heutige ’s-Heerenhoek liegt, in der hintersten Ecke des Lehens der Ambachts-Herren von ’s-Heer Arendskerke.
Anfänglich fiel das Dorf sowohl kirchlich als auch verwaltungstechnisch unter dem benachbarten Heinkenszand. Kirchlich wurde man 1655 selbständig und verwaltungstechnisch müsste es 1672 gewesen sein. Es war damals schon ein komplettes Dorf mit Herbergen, einer Mühle, einer Kirche und einer Schule und es gab Kleinhändler und Handwerksleute. 1672 wurde hier eine typisch niederländische Kirche gebaut. Diese Kirche wurde in den 80er-Jahren teilweise abgerissen und 1988 im Arnheimer Freilichtmuseum wieder aufgebaut. Durch den Machtwechsel im Jahre 1795 wurde die Religionsfreiheit sichergestellt. Ziemlich bald danach wurde in ’s-Heerenhoek eine römisch-katholische Pfarrei errichtet mit einem eigenen Pfarrer und einer Kirche. Seit 1874 steht inmitten des Dorfes die neugotische römisch-katholische Sint-Willibrorduskerk. Die Katholisierung des Dorfes lief sehr schnell ab. 1820 waren hier ebenso viele Katholiken wie Evangelische. Momentan ist der übergroße Teil des Dorfes katholisch.